# Груповий етап Ліги чемпіонів УЄФА 2022—2023
Груповий етап Ліги чемпіонів УЄФА 2022—2023 розпочався 6 вересня та закінчився 2 листопада 2022. У груповому етапі 32 команди змагалися за 16 місць у плей-оф Ліги чемпіонів УЄФА 2022—2023.
Айнтрахт (Франкфурт) потрапили до групового етапу вперше. Це вперше, коли до групового етапу потрапили 5 клубів з Німеччини.

## Жеребкування
Жеребкування групового етапу відбулося 25 серпня 2022 року о 19:00 EEST у  Стамбулі. За результатами жеребкування 32 команди буде  поділено на 8 груп (по 4 команди в кожній). Для жеребкування команди було розділено на 4 кошики за наступними принципами:
- Кошик 1, до якого потрапили переможці попереднього сезону Ліги чемпіонів та Ліги Європи, а також чемпіони 6 найкращих асоціацій на основі рейтингу асоціацій УЄФА 2021.[4]
- Кошик 2, 3 та 4, до якого потрапили решта клубів, на основі клубних коефіцієнтів УЄФА 2022.[5]

Команди з однієї асоціації не можуть потрапити в одну групу. Для жеребкування УЄФА розділяє команди з однієї асоціації на пари (по 1-й парі для асоціацій з 2-3 командами та по 2-і для асоціацій з 4-5 командами) згідно з телевізійними рейтингами. Одна команда з пари потрапляє в групи A-D, а друга — E-H (на приклад, якщо «Реал» потрапив в групу B, «Барселона» може потрапити тільки в одну з груп E, F, G або H). Таким чином матчі цих команд не можуть проходити одночасно, оскільки матчі груп A–D та E–H відбуваються в різні дні. Перед жеребкуванням УЄФА оголосило наступні пари:
1. Реал Мадрид та Барселона
2. Айнтрахт (Франкфурт) та РБ Лейпциг
3. Манчестер Сіті та Ліверпуль
4. Мілан та Наполі
5. Баварія та Боруссія (Дортмунд)
6. Парі Сен-Жермен та Марсель
7. Порту та Бенфіка
8. Челсі та Тоттенгем Готспур
9. Ювентус та Інтер
10. Атлетіко (Мадрид) та Севілья
11. Рейнджерс та Селтік

Кожного туру половина груп грає у вівторок, інша половина — у середу. Розклад матчів було визначено після жеребкування за допомогою непублічного комп'ютерного жеребкування. Жодна команда не грає вдома чи на виїзді більш як два матчі поспіль і в першому та останньому турах зіграє одного разу вдома та одного разу на виїзді (стаття регламенту 16.02).

## Учасники
Нижче наведені учасники групового турніру (із зазначенням їх клубного коефіцієнту на 2022 рік), згруповані за кошиком при жеребкуванні.
| Ключ до кольорів у таблиці                                  |
| ----------------------------------------------------------- |
| Перші і другі місця груп проходять до 1/8 фіналу            |
| Треті місця груп потрапляють до стикових матчів Ліги Європи |

| Асоц.  | Команда              | Коеф.   |
| ------ | -------------------- | ------- |
| ДП і 2 | Реал Мадрид          | 124.000 |
| ЛЄ     | Айнтрахт (Франкфурт) | 61.000  |
| 1      | Манчестер Сіті       | 134.000 |
| 3      | Мілан                | 38.000  |
| 4      | Баварія              | 138.000 |
| 5      | Парі Сен-Жермен      | 112.000 |
| 6      | Порту                | 80.000  |
| 7      | Аякс                 | 82.500  |

| Команда           | Прим. | Коеф.   |
| ----------------- | ----- | ------- |
| Ліверпуль         |       | 134.000 |
| Челсі             |       | 123.000 |
| Барселона         |       | 114.000 |
| Ювентус           |       | 107.000 |
| Атлетіко (Мадрид) |       | 105.000 |
| Севілья           |       | 91.000  |
| РБ Лейпциг        |       | 83.000  |
| Тоттенгем Готспур |       | 83.000  |

| Команда             | Прим. | Коеф.  |
| ------------------- | ----- | ------ |
| Боруссія (Дортмунд) |       | 78.000 |
| Ред Булл            |       | 71.000 |
| Шахтар              |       | 71.000 |
| Інтер               |       | 67.000 |
| Наполі              |       | 66.000 |
| Спортінг            |       | 55.500 |
| Бенфіка             | [ШН]  | 55.500 |
| Баєр 04             |       | 53.000 |

| Команда            | Прим. | Коеф.  |
| ------------------ | ----- | ------ |
| Рейнджерс          | [ШН]  | 50.250 |
| Динамо (Загреб)    | [ШЧ]  | 49.500 |
| Марсель            |       | 44.000 |
| Копенгаген         | [ШЧ]  | 40.500 |
| Брюгге             |       | 38.500 |
| Селтік             |       | 33.000 |
| Вікторія (Пльзень) | [ШЧ]  | 31.000 |
| Маккабі (Хайфа)    | [ШН]  | 7.000  |

Примітки
1. ДП Діючий переможець Ліги чемпіонів, що автоматично потрапив до першого кошика.
2. ЛЄ Діючий переможець Ліги Європи, що автоматично потрапив до першого кошика.
3. ШЧ Переможці кваліфікаційного раунду плей-оф (шлях чемпіонів).
4. ШН Переможці кваліфікаційного раунду плей-оф (шлях нечемпіонів).

## Формат
В кожній групі команди грають між собою по одному матчу вдома та на виїзді за круговою системою. 1-е та 2-е місця проходять до 1/8 фіналу. Команди, які посіли 3-і місця у груповому етапі Ліги Чемпіонів вибувають до стикових матчів Ліги Європи.

### Правила розподілу місць
Команди посідають місця у групі відповідно до набраних очок (3 очки за перемогу, 1 за нічию та 0 за поразку), та якщо команди набрали однакову кількість балів, застосовуються наступні критерії (у вказаному порядку), для визначення місця у групі (стаття регламенту 17.01):
1. Очки, набрані в очних зустрічах між командами під питанням;
2. Різниця м'ячів, забитих в очних зустрічах між командами під питанням;
3. Голи, забиті в очних зустрічах між командами під питанням;
4. Якщо команд під питанням більше двох та після застосування усіх попередніх правил ще залишаються команди під питанням, то для них окремо повторно застосовуються попередні правила;
5. Різниця м'ячів, забитих в усіх матчах групового етапу;
6. Голи, забиті в усіх матчах групового етапу;
7. Голи на виїзді, забиті в усіх матчах групового етапу;
8. Кількість перемог в усіх матчах групового етапу;
9. Кількість перемог на виїзді в усіх матчах групового етапу;
10. Дисциплінарні бали (червона картка = 3 бала, жовта картка = 1 бал, вилучення за дві жовті картки в одному матчі = 3 бала);
11. Більший клубний коефіцієнт УЄФА.

## Підсумок групового етапу
| Група A   | Група B         | Група C          | Група D            | Група E       | Група F        | Група G           | Група H         |
| --------- | --------------- | ---------------- | ------------------ | ------------- | -------------- | ----------------- | --------------- |
| Наполі    | Порту           | Баварія          | Тоттенгем Готспур  | Челсі         | Реал Мадрид    | Манчестер Сіті    | Бенфіка         |
| Ліверпуль | Брюгге          | Інтер            | Айнтрахт Франкфурт | Мілан         | РБ Лейпциг     | Боруссія Дортмунд | Парі Сен-Жермен |
| Аякс      | Баєр 04         | Барселона        | Спортінг           | Ред Булл      | Шахтар Донецьк | Севілья           | Ювентус         |
| Рейнджерс | Атлетіко Мадрид | Вікторія Пльзень | Марсель            | Динамо Загреб | Селтік         | Копенгаген        | Маккабі Хайфа   |

## Групи
Розклад матч оголосили 27 серпня 2022. Матчі пройшли 6-7 та 13-14 вересня, 4-5, 11-12 та 25-26 жовтня і 1-2 листопада 2022. Початки матчів заплановані на 19:45 (по два матчі кожного вівторка та середи) та 22:00 (інші шість матчів) EET/EEST.
Час вказано за київським часом — в EET/EEST, (місцевий час, якщо відрізняється, вказано в дужках).

### Група A
| Поз | Команда   | І | В | Н | П | ГЗ | ГП | РГ  | О  | Кваліфікація          |  | НАП | ЛІВ | АЯК | РЕЙ |
| --- | --------- | - | - | - | - | -- | -- | --- | -- | --------------------- |  | --- | --- | --- | --- |
| 1   | Наполі    | 6 | 5 | 0 | 1 | 20 | 6  | +14 | 15 | Вихід в 1/8 фіналу    |  | —   | 4:1 | 4:2 | 3:0 |
| 2   | Ліверпуль | 6 | 5 | 0 | 1 | 17 | 6  | +11 | 15 | Вихід в 1/8 фіналу    |  | 2:0 | —   | 2:1 | 2:0 |
| 3   | Аякс      | 6 | 2 | 0 | 4 | 11 | 16 | −5  | 6  | Перехід в Лігу Європи |  | 1:6 | 0:3 | —   | 4:0 |
| 4   | Рейнджерс | 6 | 0 | 0 | 6 | 2  | 22 | −20 | 0  |                       |  | 0:3 | 1:7 | 1:3 | —   |

1. 1 2  Різниця м'ячів в очних зустрічах: Наполі +1, Ліверпуль -1

| 7 вересня 2022 19:45 (18:45 CEST) |

| Аякс                                                    | 4:0      | Рейнджерс |
| ------------------------------------------------------- | -------- | --------- |
| - Альварес 17' - Бергейс 32' - Кудус 33' - Бергвейн 80' | Протокол |           |

| Йоган Кройф Арена, Амстердам Глядачів: 52 862 Арбітр: Тобіас Штілер (Німеччина) |

| 7 вересня 2022 22:00 (21:00 CEST) |

| Наполі                                                        | 4:1      | Ліверпуль       |
| ------------------------------------------------------------- | -------- | --------------- |
| - Зелінський 5' (пен.), 47' - Замбо-Ангісса 31' - Сімеоне 44' | Протокол | - Луїс Діас 49' |

| Сан-Паоло, Неаполь Глядачів: 51 793 Арбітр: Карлос дель Серро Гранде (Іспанія) |

| 13 вересня 2022 22:00 (20:00 BST) |

| Ліверпуль               | 2:1      | Аякс        |
| ----------------------- | -------- | ----------- |
| - Салах 17' - Матіп 89' | Протокол | - Кудус 27' |

| Енфілд, Ліверпуль Глядачів: 52 387 Арбітр: Артур Діаш (Португалія) |

| 14 вересня 2022 22:00 (20:00 BST) |

| Рейнджерс | 0:3      | Наполі                                                 |
| --------- | -------- | ------------------------------------------------------ |
|           | Протокол | - Політано 68' (пен.) - Распадорі 85' - Ндомбеле 90+1' |

| Айброкс, Глазго Глядачів: 50 121 Арбітр: Антоніо Матео Лаос (Іспанія) |

| 4 жовтня 2022 22:00 (20:00 BST) |

| Ліверпуль                                  | 2:0      | Рейнджерс |
| ------------------------------------------ | -------- | --------- |
| - Александер-Арнольд 7' - Салах 53' (пен.) | Протокол |           |

| Енфілд, Ліверпуль Глядачів: 49 512 Арбітр: Клеман Тюрпен (Франція) |

| 4 жовтня 2022 22:00 (21:00 CEST) |

| Аякс       | 1:6      | Наполі                                                                                 |
| ---------- | -------- | -------------------------------------------------------------------------------------- |
| - Кудус 9' | Протокол | - Распадорі 18', 47' - Ді Лоренцо 33' - Зелінський 45' - Кварацхелія 63' - Сімеоне 81' |

| Йоган Кройф Арена, Амстердам Глядачів: 52 896 Арбітр: Франсуа Летексьє (Франція) |

| 12 жовтня 2022 19:45 (18:45 CEST) |

| Наполі                                                             | 4:2      | Аякс                                |
| ------------------------------------------------------------------ | -------- | ----------------------------------- |
| - Лосано 4' - Распадорі 16' - Кварацхелія 62' (пен.) - Осімген 90' | Протокол | - Классен 49' - Бергвейн 83' (пен.) |

| Сан-Паоло, Неаполь Глядачів: 52 229 Арбітр: Фелікс Цваєр (Німеччина) |

| 12 жовтня 2022 22:00 (20:00 BST) |

| Рейнджерс    | 1:7      | Ліверпуль                                                           |
| ------------ | -------- | ------------------------------------------------------------------- |
| - Арфілд 17' | Протокол | - Фірміно 24', 55' - Нуньєс 66' - Салах 76', 80', 81' - Елліотт 87' |

| Айброкс, Глазго Глядачів: 48 820 Арбітр: Славко Винчич (Словенія) |

| 26 жовтня 2022 22:00 (21:00 CEST) |

| Наполі                           | 3:0      | Рейнджерс |
| -------------------------------- | -------- | --------- |
| - Сімеоне 11', 16' - Естігор 80' | Протокол |           |

| Сан-Паоло, Неаполь Глядачів: 39 835 Арбітр: Халіл Умут Мелер (Туреччина) |

| 26 жовтня 2022 22:00 (21:00 CEST) |

| Аякс | 0:3      | Ліверпуль                              |
| ---- | -------- | -------------------------------------- |
|      | Протокол | - Салах 42' - Нуньєс 49' - Елліотт 52' |

| Йоган Кройф Арена, Амстердам Глядачів: 53 327 Арбітр: Хосе Марія Санчес (Іспанія) |

| 1 листопада 2022 22:00 (20:00 GMT) |

| Ліверпуль                  | 2:0      | Наполі |
| -------------------------- | -------- | ------ |
| - Салах 85' - Нуньєс 90+8' | Протокол |        |

| Енфілд, Ліверпуль Глядачів: 52 077 Арбітр: Тобіас Штілер (Німеччина) |

| 1 листопада 2022 22:00 (20:00 GMT) |

| Рейнджерс              | 1:3      | Аякс                                               |
| ---------------------- | -------- | -------------------------------------------------- |
| - Таверньєр 87' (пен.) | Протокол | - Бергейс 4' - Кудус 29' - Франсішку Консейсан 89' |

| Айброкс, Глазго Глядачів: 48 817 Арбітр: Гленн Нюберг (Швеція) |

### Група B
| Поз | Команда           | І | В | Н | П | ГЗ | ГП | РГ | О  | Кваліфікація          |  | ПОР | БРЮ | БАЙ | АТЛ |
| --- | ----------------- | - | - | - | - | -- | -- | -- | -- | --------------------- |  | --- | --- | --- | --- |
| 1   | Порту             | 6 | 4 | 0 | 2 | 12 | 7  | +5 | 12 | Вихід в 1/8 фіналу    |  | —   | 0:4 | 2:0 | 2:1 |
| 2   | Брюгге            | 6 | 3 | 2 | 1 | 7  | 4  | +3 | 11 | Вихід в 1/8 фіналу    |  | 0:4 | —   | 1:0 | 2:0 |
| 3   | Баєр 04           | 6 | 1 | 2 | 3 | 4  | 8  | −4 | 5  | Перехід в Лігу Європи |  | 0:3 | 0:0 | —   | 2:0 |
| 4   | Атлетіко (Мадрид) | 6 | 1 | 2 | 3 | 5  | 9  | −4 | 5  |                       |  | 2:1 | 0:0 | 2:2 | —   |

1. 1 2  Очки в очних зустрічах: Баєр 4, Атлетіко 1

| 7 вересня 2022 22:00 (21:00 CEST) |

| Атлетіко (Мадрид)                | 2:1      | Порту                |
| -------------------------------- | -------- | -------------------- |
| - Ермосо 90+2' - Грізманн 90+11' | Протокол | - Урібе 90+6' (пен.) |

| Ванда Метрополітано, Мадрид Глядачів: 51 777 Арбітр: Шимон Марциняк (Польща) |

| 7 вересня 2022 22:00 (21:00 CEST) |

| Брюгге      | 1:0      | Баєр 04 |
| ----------- | -------- | ------- |
| - Сілла 42' | Протокол |         |

| Ян Брейдел, Брюгге Глядачів: 21 235 Арбітр: Ірфан Пельто (Боснія і Герцеговина) |

| 13 вересня 2022 22:00 (20:00 WEST) |

| Порту | 0:4      | Брюгге                                                      |
| ----- | -------- | ----------------------------------------------------------- |
|       | Протокол | - Жутгла 15' (пен.) - Сова 47' - Сков Ольсен 52' - Нуса 89' |

| Драгау, Порту Глядачів: 39 225 Арбітр: Анастасіос Сідіропулос (Греція) |

| 13 вересня 2022 22:00 (21:00 CEST) |

| Баєр 04                  | 2:0      | Атлетіко (Мадрид) |
| ------------------------ | -------- | ----------------- |
| - Андріх 84' - Діабі 87' | Протокол |                   |

| БайАрена, Леверкузен Глядачів: 25 825 Арбітр: Майкл Олівер (Англія) |

| 4 жовтня 2022 22:00 (20:00 WEST) |

| Порту                     | 2:0      | Баєр 04 |
| ------------------------- | -------- | ------- |
| - Санусі 69' - Галено 87' | Протокол |         |

| Драгау, Порту Глядачів: 42 399 Арбітр: Ентоні Тейлор (Англія) |

| 4 жовтня 2022 22:00 (21:00 CEST) |

| Брюгге                  | 2:0      | Атлетіко (Мадрид) |
| ----------------------- | -------- | ----------------- |
| - Сова 36' - Жутгла 62' | Протокол |                   |

| Ян Брейдел, Брюгге Глядачів: 25 667 Арбітр: Іштван Ковач (Румунія) |

| 12 жовтня 2022 19:45 (18:45 CEST) |

| Атлетіко (Мадрид) | 0:0      | Брюгге |
| ----------------- | -------- | ------ |
|                   | Протокол |        |

| Ванда Метрополітано, Мадрид Глядачів: 60 810 Арбітр: Данні Маккелі (Нідерланди) |

| 12 жовтня 2022 22:00 (21:00 CEST) |

| Баєр 04 | 0:3      | Порту                                       |
| ------- | -------- | ------------------------------------------- |
|         | Протокол | - Галено 6' - Таремі 53' (пен.), 64' (пен.) |

| БайАрена, Леверкузен Глядачів: 30 210 Арбітр: Іштван Ковач (Румунія) |

| 26 жовтня 2022 19:45 (18:45 CEST) |

| Брюгге | 0:4      | Порту                                            |
| ------ | -------- | ------------------------------------------------ |
|        | Протокол | - Таремі 33', 70' - Еванілсон 57' - Еустакіо 60' |

| Ян Брейдел, Брюгге Глядачів: 26 144 Арбітр: Майкл Олівер (Англія) |

| 26 жовтня 2022 22:00 (21:00 CEST) |

| Атлетіко (Мадрид)             | 2:2      | Баєр 04                      |
| ----------------------------- | -------- | ---------------------------- |
| - Карраско 22' - Де Пауль 50' | Протокол | - Діабі 9' - Гадсон-Одой 29' |

| Ванда Метрополітано, Мадрид Глядачів: 63 803 Арбітр: Клеман Тюрпен (Франція) |

| 1 листопада 2022 19:45 (17:45 WET) |

| Порту                      | 2:1      | Атлетіко (Мадрид)    |
| -------------------------- | -------- | -------------------- |
| - Таремі 5' - Еустакіо 24' | Протокол | - Маркано 90+5' (аг) |

| Драгау, Порту Глядачів: 47 546 Арбітр: Даніеле Орсато (Італія) |

| 1 листопада 2022 19:45 (18:45 CET) |

| Баєр 04 | 0:0      | Брюгге |
| ------- | -------- | ------ |
|         | Протокол |        |

| БайАрена, Леверкузен Глядачів: 30 210 Арбітр: Мауріціо Маріані (Італія) |

### Група C
| Поз | Команда            | І | В | Н | П | ГЗ | ГП | РГ  | О  | Кваліфікація          |  | БАВ | ІНТ | БАР | ВКП |
| --- | ------------------ | - | - | - | - | -- | -- | --- | -- | --------------------- |  | --- | --- | --- | --- |
| 1   | Баварія            | 6 | 6 | 0 | 0 | 18 | 2  | +16 | 18 | Вихід в 1/8 фіналу    |  | —   | 2:0 | 2:0 | 5:0 |
| 2   | Інтер              | 6 | 3 | 1 | 2 | 10 | 7  | +3  | 10 | Вихід в 1/8 фіналу    |  | 0:2 | —   | 1:0 | 4:0 |
| 3   | Барселона          | 6 | 2 | 1 | 3 | 12 | 12 | 0   | 7  | Перехід в Лігу Європи |  | 0:3 | 3:3 | —   | 5:1 |
| 4   | Вікторія (Пльзень) | 6 | 0 | 0 | 6 | 5  | 24 | −19 | 0  |                       |  | 2:4 | 0:2 | 2:4 | —   |

| 7 вересня 2022 22:00 (21:00 CEST) |

| Барселона                                                        | 5:1      | Вікторія (Пльзень) |
| ---------------------------------------------------------------- | -------- | ------------------ |
| - Кесс'є 13' - Левандовський 34', 45+3', 67' - Ферран Торрес 71' | Протокол | - Сикора 44'       |

| Камп Ноу, Барселона Глядачів: 77 411 Арбітр: Лоуренс Віссер (Бельгія) |

| 7 вересня 2022 22:00 (21:00 CEST) |

| Інтер | 0:2      | Баварія                          |
| ----- | -------- | -------------------------------- |
|       | Протокол | - Сане 25' - Д'Амброзіо 66' (аг) |

| Сан-Сіро, Мілан Глядачів: 58 951 Арбітр: Клеман Тюрпен (Франція) |

| 13 вересня 2022 19:45 (18:45 CEST) |

| Вікторія (Пльзень) | 0:2      | Інтер                     |
| ------------------ | -------- | ------------------------- |
|                    | Протокол | - Джеко 20' - Дюмфріс 70' |

| Дусан Арена, Пльзень Глядачів: 11 252 Арбітр: Сандро Шерер (Швейцарія) |

| 13 вересня 2022 22:00 (21:00 CEST) |

| Баварія                   | 2:0      | Барселона |
| ------------------------- | -------- | --------- |
| - Ернандес 50' - Сане 54' | Протокол |           |

| Альянц Арена, Мюнхен Глядачів: 75 000 Арбітр: Данні Маккелі (Нідерланди) |

| 4 жовтня 2022 19:45 (18:45 CEST) |

| Баварія                                                  | 5:0      | Вікторія (Пльзень) |
| -------------------------------------------------------- | -------- | ------------------ |
| - Сане 7', 50' - Гнабрі 13' - Мане 21' - Шупо-Мотінг 59' | Протокол |                    |

| Альянц Арена, Мюнхен Глядачів: 75 000 Арбітр: Никола Дабанович (Чорногорія) |

| 4 жовтня 2022 22:00 (21:00 CEST) |

| Інтер              | 1:0      | Барселона |
| ------------------ | -------- | --------- |
| - Чалханоглу 45+2' | Протокол |           |

| Сан-Сіро, Мілан Глядачів: 71 368 Арбітр: Славко Винчич (Словенія) |

| 12 жовтня 2022 22:00 (21:00 CEST) |

| Барселона                                | 3:3      | Інтер                                     |
| ---------------------------------------- | -------- | ----------------------------------------- |
| - Дембеле 40' - Левандовський 82', 90+2' | Протокол | - Барелла 50' - Мартінес 63' - Гозенс 89' |

| Камп Ноу, Барселона Глядачів: 92 302 Арбітр: Шимон Марциняк (Польща) |

| 12 жовтня 2022 22:00 (21:00 CEST) |

| Вікторія (Пльзень)           | 2:4      | Баварія                                    |
| ---------------------------- | -------- | ------------------------------------------ |
| - Влканова 62' - Климент 75' | Протокол | - Мане 10' - Мюллер 14' - Горецка 25', 35' |

| Дусан Арена, Пльзень Глядачів: 11 326 Арбітр: Бартош Франковський (Польща) |

| 26 жовтня 2022 19:45 (18:45 CEST) |

| Інтер                                        | 4:0      | Вікторія (Пльзень) |
| -------------------------------------------- | -------- | ------------------ |
| - Мхітарян 35' - Джеко 42', 66' - Лукаку 87' | Протокол |                    |

| Сан-Сіро, Мілан Глядачів: 71 849 Арбітр: Андреас Екберг (Швеція) |

| 26 жовтня 2022 22:00 (21:00 CEST) |

| Барселона | 0:3      | Баварія                                    |
| --------- | -------- | ------------------------------------------ |
|           | Протокол | - Мане 10' - Шупо-Мотінг 31' - Павар 90+5' |

| Камп Ноу, Барселона Глядачів: 84 016 Арбітр: Ентоні Тейлор (Англія) |

| 1 листопада 2022 22:00 (21:00 CET) |

| Баварія                       | 2:0      | Інтер |
| ----------------------------- | -------- | ----- |
| - Павар 32' - Шупо-Мотінг 72' | Протокол |       |

| Альянц Арена, Мюнхен Глядачів: 75 000 Арбітр: Іван Кружляк (Словаччина) |

| 1 листопада 2022 22:00 (21:00 CET) |

| Вікторія (Пльзень)      | 2:4      | Барселона                                        |
| ----------------------- | -------- | ------------------------------------------------ |
| - Хорий 51' (пен.), 63' | Протокол | - Алонсо 6' - Ферран Торрес 44', 54' - Торре 75' |

| Дусан Арена, Пльзень Глядачів: 11 258 Арбітр: Раду Петреску (Румунія) |

### Група D
| Поз | Команда              | І | В | Н | П | ГЗ | ГП | РГ | О  | Кваліфікація          |  | ТОТ | АЙН | СПО | МАР |
| --- | -------------------- | - | - | - | - | -- | -- | -- | -- | --------------------- |  | --- | --- | --- | --- |
| 1   | Тоттенгем Готспур    | 6 | 3 | 2 | 1 | 8  | 6  | +2 | 11 | Вихід в 1/8 фіналу    |  | —   | 3:2 | 1:1 | 2:0 |
| 2   | Айнтрахт (Франкфурт) | 6 | 3 | 1 | 2 | 7  | 8  | −1 | 10 | Вихід в 1/8 фіналу    |  | 0:0 | —   | 0:3 | 2:1 |
| 3   | Спортінг             | 6 | 2 | 1 | 3 | 8  | 9  | −1 | 7  | Перехід в Лігу Європи |  | 2:0 | 1:2 | —   | 0:2 |
| 4   | Марсель              | 6 | 2 | 0 | 4 | 8  | 8  | 0  | 6  |                       |  | 1:2 | 0:1 | 4:1 | —   |

| 7 вересня 2022 19:45 (18:45 CEST) |

| Айнтрахт | 0:3      | Спортінг                                      |
| -------- | -------- | --------------------------------------------- |
|          | Протокол | - Едвардс 65' - Трінкан 67' - Нуну Сантуш 82' |

| Дойче банк Парк, Франкфурт-на-Майні Глядачів: 50 500 Арбітр: Орел Грінфельд (Ізраїль) |

| 7 вересня 2022 22:00 (20:00 BST) |

| Тоттенгем Готспур     | 2:0      | Марсель |
| --------------------- | -------- | ------- |
| - Рішарлісон 76', 81' | Протокол |         |

| Тоттенгем Готспур, Лондон Глядачів: 57 367 Арбітр: Славко Винчич (Словенія) |

| 13 вересня 2022 19:45 (17:45 WEST) |

| Спортінг                           | 2:0      | Тоттенгем Готспур |
| ---------------------------------- | -------- | ----------------- |
| - Паулінью 90' - Артур Гомес 90+3' | Протокол |                   |

| Жозе Алваладе, Лісабон Глядачів: 39 899 Арбітр: Срджан Йованович (Сербія) |

| 13 вересня 2022 22:00 (21:00 CEST) |

| Марсель | 0:1      | Айнтрахт        |
| ------- | -------- | --------------- |
|         | Протокол | - Ліндстрем 43' |

| Велодром, Марсель Глядачів: 62 500 Арбітр: Хосе Марія Санчес (Іспанія) |

| 4 жовтня 2022 19:45 (18:45 CEST) |

| Марсель                                                     | 4:1      | Спортінг     |
| ----------------------------------------------------------- | -------- | ------------ |
| - Алексіс Санчес 13' - Харіт 16' - Балерді 28' - Мбемба 84' | Протокол | - Трінкан 1' |

| Велодром, Марсель Глядачів: 618 Арбітр: Давіде Масса (Італія) |

| 4 жовтня 2022 22:00 (21:00 CEST) |

| Айнтрахт | 0:0      | Тоттенгем Готспур |
| -------- | -------- | ----------------- |
|          | Протокол |                   |

| Дойче банк Парк, Франкфурт-на-Майні Глядачів: 50 500 Арбітр: Даніеле Орсато (Італія) |

| 12 жовтня 2022 22:00 (20:00 BST) |

| Тоттенгем Готспур                        | 3:2      | Айнтрахт                |
| ---------------------------------------- | -------- | ----------------------- |
| - Сон Хин Мін 20', 36' - Кейн 28' (пен.) | Протокол | - Дайті 14' - Аліду 87' |

| Тоттенгем Готспур, Лондон Глядачів: 55 180 Арбітр: Карлос дель Серро Гранде (Іспанія) |

| 12 жовтня 2022 22:00 (20:00 WEST) |

| Спортінг | 0:2      | Марсель                                   |
| -------- | -------- | ----------------------------------------- |
|          | Протокол | - Гендузі 20' (пен.) - Алексіс Санчес 30' |

| Жозе Алваладе, Лісабон Глядачів: 38 126 Арбітр: Алехандро Ернандес (Іспанія) |

| 26 жовтня 2022 22:00 (20:00 BST) |

| Тоттенгем Готспур | 1:1      | Спортінг      |
| ----------------- | -------- | ------------- |
| - Бентанкур 80'   | Протокол | - Едвардс 22' |

| Тоттенгем Готспур, Лондон Глядачів: 59 588 Арбітр: Данні Маккелі (Нідерланди) |

| 26 жовтня 2022 22:00 (21:00 CEST) |

| Айнтрахт                    | 2:1      | Марсель       |
| --------------------------- | -------- | ------------- |
| - Дайті 3' - Коло Муані 27' | Протокол | - Гендузі 22' |

| Дойче банк Парк, Франкфурт-на-Майні Глядачів: 48 700 Арбітр: Хесус Хіль Мансано (Іспанія) |

| 1 листопада 2022 22:00 (20:00 WET) |

| Спортінг          | 1:2      | Айнтрахт                            |
| ----------------- | -------- | ----------------------------------- |
| - Артур Гомес 39' | Протокол | - Дайті 62' (пен.) - Коло Муані 72' |

| Жозе Алваладе, Лісабон Глядачів: 41 744 Арбітр: Славко Винчич (Словенія) |

| 1 листопада 2022 22:00 (21:00 CET) |

| Марсель        | 1:2      | Тоттенгем Готспур             |
| -------------- | -------- | ----------------------------- |
| - Мбемба 45+2' | Протокол | - Лангле 54' - Гейб'єрг 90+5' |

| Велодром, Марсель Глядачів: 50 768 Арбітр: Шимон Марциняк (Польща) |

### Група E
| Поз | Команда  | І | В | Н | П | ГЗ | ГП | РГ | О  | Кваліфікація          |  | ЧЕЛ | МІЛ | РБЗ | ДЗА |
| --- | -------- | - | - | - | - | -- | -- | -- | -- | --------------------- |  | --- | --- | --- | --- |
| 1   | Челсі    | 6 | 4 | 1 | 1 | 10 | 4  | +6 | 13 | Вихід в 1/8 фіналу    |  | —   | 3:0 | 1:1 | 2:1 |
| 2   | Мілан    | 6 | 3 | 1 | 2 | 12 | 7  | +5 | 10 | Вихід в 1/8 фіналу    |  | 0:2 | —   | 4:0 | 3:1 |
| 3   | Ред Булл | 6 | 1 | 3 | 2 | 5  | 9  | −4 | 6  | Перехід в Лігу Європи |  | 1:2 | 1:1 | —   | 1:0 |
| 4   | Динамо   | 6 | 1 | 1 | 4 | 4  | 11 | −7 | 4  |                       |  | 1:0 | 0:4 | 1:1 | —   |

| 6 вересня 2022 19:45 (18:45 CEST) |

| Динамо (Загреб) | 1:0      | Челсі |
| --------------- | -------- | ----- |
| - Оршич 13'     | Протокол |       |

| Максимир, Загреб Глядачів: 20 607 Арбітр: Іштван Ковач (Румунія) |

| 6 вересня 2022 22:00 (21:00 CEST) |

| Ред Булл     | 1:1      | Мілан            |
| ------------ | -------- | ---------------- |
| - Окафор 28' | Протокол | - Салемакерс 40' |

| Ред Булл Арена, Зальцбург Глядачів: 29 520 Арбітр: Срджан Йованович (Сербія) |

| 14 вересня 2022 19:45 (18:45 CEST) |

| Мілан                                           | 3:1      | Динамо (Загреб) |
| ----------------------------------------------- | -------- | --------------- |
| - Жіру 45' (пен.) - Салемакерс 47' - Побега 77' | Протокол | - Оршич 56'     |

| Сан-Сіро, Мілан Глядачів: 61 341 Арбітр: Хесус Хіль Мансано (Іспанія) |

| 14 вересня 2022 22:00 (20:00 BST) |

| Челсі          | 1:1      | Ред Булл     |
| -------------- | -------- | ------------ |
| - Стерлінг 48' | Протокол | - Окафор 75' |

| Стемфорд Бридж, Лондон Глядачів: 38 818 Арбітр: Іван Кружляк (Словаччина) |

| 5 жовтня 2022 19:45 (18:45 CEST) |

| Ред Булл            | 1:0      | Динамо (Загреб) |
| ------------------- | -------- | --------------- |
| - Окафор 71' (пен.) | Протокол |                 |

| Ред Булл Арена, Зальцбург Глядачів: 28 864 Арбітр: Андріс Трейманіс (Латвія) |

| 5 жовтня 2022 22:00 (20:00 BST) |

| Челсі                                    | 3:0      | Мілан |
| ---------------------------------------- | -------- | ----- |
| - Фофана 24' - Обамеянг 56' - Джеймс 62' | Протокол |       |

| Стемфорд Бридж, Лондон Глядачів: 39 537 Арбітр: Данні Маккелі (Нідерланди) |

| 11 жовтня 2022 22:00 (21:00 CEST) |

| Динамо (Загреб) | 1:1      | Ред Булл       |
| --------------- | -------- | -------------- |
| - Любичич 40'   | Протокол | - Зайвальд 12' |

| Максимир, Загреб Глядачів: 20 779 Арбітр: Тобіас Штілер (Німеччина) |

| 11 жовтня 2022 22:00 (21:00 CEST) |

| Мілан | 0:2      | Челсі                                 |
| ----- | -------- | ------------------------------------- |
|       | Протокол | - Жоржиньйо 21' (пен.) - Обамеянг 34' |

| Сан-Сіро, Мілан Глядачів: 75 051 Арбітр: Даніель Зіберт (Німеччина) |

| 25 жовтня 2022 19:45 (18:45 CEST) |

| Ред Булл    | 1:2      | Челсі                      |
| ----------- | -------- | -------------------------- |
| - Адаму 49' | Протокол | - Ковачич 23' - Гаверц 64' |

| Ред Булл Арена, Зальцбург Глядачів: 29 520 Арбітр: Сандро Шерер (Швейцарія) |

| 25 жовтня 2022 22:00 (21:00 CEST) |

| Динамо (Загреб) | 0:4      | Мілан                                                               |
| --------------- | -------- | ------------------------------------------------------------------- |
|                 | Протокол | - Габбія 39' - Рафаел Леан 49' - Жіру 59' (пен.) - Любичич 69' (аг) |

| Максимир, Загреб Глядачів: 20 572 Арбітр: Шимон Марциняк (Польща) |

| 2 листопада 2022 22:00 (20:00 GMT) |

| Челсі                        | 2:1      | Динамо (Загреб) |
| ---------------------------- | -------- | --------------- |
| - Стерлінг 18' - Закарія 30' | Протокол | - Петкович 7'   |

| Стемфорд Бридж, Лондон Глядачів: 39 392 Арбітр: Франсуа Летексьє (Франція) |

| 2 листопада 2022 22:00 (21:00 CET) |

| Мілан                                               | 4:0      | Ред Булл |
| --------------------------------------------------- | -------- | -------- |
| - Жіру 14', 57' - Крунич 46' - Жуніор Мессіас 90+1' | Протокол |          |

| Сан-Сіро, Мілан Глядачів: 74 292 Арбітр: Антоніо Матео Лаос (Іспанія) |

### Група F
| Поз | Команда     | І | В | Н | П | ГЗ | ГП | РГ  | О  | Кваліфікація          |  | РМА | РБЛ | ШАХ | СЕЛ |
| --- | ----------- | - | - | - | - | -- | -- | --- | -- | --------------------- |  | --- | --- | --- | --- |
| 1   | Реал Мадрид | 6 | 4 | 1 | 1 | 15 | 6  | +9  | 13 | Вихід в 1/8 фіналу    |  | —   | 2:0 | 2:1 | 5:1 |
| 2   | РБ Лейпциг  | 6 | 4 | 0 | 2 | 13 | 9  | +4  | 12 | Вихід в 1/8 фіналу    |  | 3:2 | —   | 1:4 | 3:1 |
| 3   | Шахтар      | 6 | 1 | 3 | 2 | 8  | 10 | −2  | 6  | Перехід в Лігу Європи |  | 1:1 | 0:4 | —   | 1:1 |
| 4   | Селтік      | 6 | 0 | 2 | 4 | 4  | 15 | −11 | 2  |                       |  | 0:3 | 0:2 | 1:1 | —   |

| 6 вересня 2022 22:00 (20:00 BST) |

| Селтік | 0:3      | Реал Мадрид                                      |
| ------ | -------- | ------------------------------------------------ |
|        | Протокол | - Вінісіус Жуніор 56' - Модрич 60' - Е. Азар 77' |

| Селтік Парк, Глазго Глядачів: 57 057 Арбітр: Сандро Шерер (Швейцарія) |

| 6 вересня 2022 22:00 (21:00 CEST) |

| РБ Лейпциг    | 1:4      | Шахтар                                    |
| ------------- | -------- | ----------------------------------------- |
| - Сімакан 57' | Протокол | - Швед 16', 58' - Мудрик 76' - Траоре 85' |

| Ред Булл Арена, Лейпциг Глядачів: 41 591 Арбітр: Жуан Піньєйру (Португалія) |

| 14 вересня 2022 19:45 (18:45 CEST) |

| Шахтар       | 1:1      | Селтік                |
| ------------ | -------- | --------------------- |
| - Мудрик 29' | Протокол | - Бондаренко 10' (аг) |

| Стадіон Війська Польського, Варшава Глядачів: 20 697 Арбітр: Гленн Нюберг (Швеція) |

| 14 вересня 2022 22:00 (21:00 CEST) |

| Реал Мадрид                     | 2:0      | РБ Лейпциг |
| ------------------------------- | -------- | ---------- |
| - Вальверде 80' - Асенсіо 90+1' | Протокол |            |

| Сантьяго Бернабеу, Мадрид Глядачів: 54 289 Арбітр: Мауріціо Маріані (Італія) |

| 5 жовтня 2022 19:45 (18:45 CEST) |

| РБ Лейпциг                          | 3:1      | Селтік     |
| ----------------------------------- | -------- | ---------- |
| - Нкунку 27' - Андре Сілва 64', 77' | Протокол | - Жота 47' |

| Ред Булл Арена, Лейпциг Глядачів: 45 228 Арбітр: Еспен Ескос (Норвегія) |

| 5 жовтня 2022 22:00 (21:00 CEST) |

| Реал Мадрид                         | 2:1      | Шахтар       |
| ----------------------------------- | -------- | ------------ |
| - Родріго 13' - Вінісіус Жуніор 28' | Протокол | - Зубков 39' |

| Сантьяго Бернабеу, Мадрид Глядачів: 56 011 Арбітр: Іван Кружляк (Словаччина) |

| 11 жовтня 2022 22:00 (21:00 CEST) |

| Шахтар       | 1:1      | Реал Мадрид     |
| ------------ | -------- | --------------- |
| - Зубков 46' | Протокол | - Рюдігер 90+5' |

| Стадіон Війська Польського, Варшава Глядачів: 29 030 Арбітр: Орел Грінфельд (Ізраїль) |

| 11 жовтня 2022 22:00 (20:00 BST) |

| Селтік | 0:2      | РБ Лейпциг                  |
| ------ | -------- | --------------------------- |
|        | Протокол | - Вернер 75' - Форсберг 84' |

| Селтік Парк, Глазго Глядачів: 57 565 Арбітр: Халіл Умут Мелер (Туреччина) |

| 25 жовтня 2022 22:00 (20:00 BST) |

| Селтік         | 1:1      | Шахтар       |
| -------------- | -------- | ------------ |
| - Якумакіс 34' | Протокол | - Мудрик 58' |

| Селтік Парк, Глазго Глядачів: 57 478 Арбітр: Сердар Гезюбююк (Нідерланди) |

| 25 жовтня 2022 22:00 (21:00 CEST) |

| РБ Лейпциг                               | 3:2      | Реал Мадрид                                  |
| ---------------------------------------- | -------- | -------------------------------------------- |
| - Гвардіол 13' - Нкунку 18' - Вернер 81' | Протокол | - Вінісіус Жуніор 44' - Родріго 90+3' (пен.) |

| Ред Булл Арена, Лейпциг Глядачів: 45 228 Арбітр: Даніеле Орсато (Італія) |

| 2 листопада 2022 19:45 (18:45 CET) |

| Реал Мадрид                                                                                 | 5:1      | Селтік     |
| ------------------------------------------------------------------------------------------- | -------- | ---------- |
| - Модрич 6' (пен.) - Родріго 21' (пен.) - Асенсіо 51' - Вінісіус Жуніор 61' - Вальверде 71' | Протокол | - Жота 84' |

| Сантьяго Бернабеу, Мадрид Глядачів: 52 511 Арбітр: Стефані Фраппар (Франція) |

| 2 листопада 2022 19:45 (18:45 CET) |

| Шахтар | 0:4      | РБ Лейпциг                                                      |
| ------ | -------- | --------------------------------------------------------------- |
|        | Протокол | - Нкунку 10' - Андре Сілва 50' - Собослаї 62' - Бондар 68' (аг) |

| Стадіон Війська Польського, Варшава Глядачів: 26 045 Арбітр: Майкл Олівер (Англія) |

### Група G
| Поз | Команда             | І | В | Н | П | ГЗ | ГП | РГ  | О  | Кваліфікація          |  | МС  | БОД | СЕВ | КОП |
| --- | ------------------- | - | - | - | - | -- | -- | --- | -- | --------------------- |  | --- | --- | --- | --- |
| 1   | Манчестер Сіті      | 6 | 4 | 2 | 0 | 14 | 2  | +12 | 14 | Вихід в 1/8 фіналу    |  | —   | 2:1 | 3:1 | 5:0 |
| 2   | Боруссія (Дортмунд) | 6 | 2 | 3 | 1 | 10 | 5  | +5  | 9  | Вихід в 1/8 фіналу    |  | 0:0 | —   | 1:1 | 3:0 |
| 3   | Севілья             | 6 | 1 | 2 | 3 | 6  | 12 | −6  | 5  | Перехід в Лігу Європи |  | 0:4 | 1:4 | —   | 3:0 |
| 4   | Копенгаген          | 6 | 0 | 3 | 3 | 1  | 12 | −11 | 3  |                       |  | 0:0 | 1:1 | 0:0 | —   |

| 6 вересня 2022 19:45 (18:45 CEST) |

| Боруссія (Дортмунд)                       | 3:0      | Копенгаген |
| ----------------------------------------- | -------- | ---------- |
| - Ройс 35' - Геррейру 42' - Беллінгем 83' | Протокол |            |

| Зігналь Ідуна Парк, Дортмунд Глядачів: 70 700 Арбітр: Франсуа Летексьє (Франція) |

| 6 вересня 2022 22:00 (21:00 CEST) |

| Севілья | 0:4      | Манчестер Сіті                                   |
| ------- | -------- | ------------------------------------------------ |
|         | Протокол | - Голанд 20', 67' - Фоден 58' - Рубен Діаш 90+2' |

| Рамон Санчес Пісхуан, Севілья Глядачів: 38 764 Арбітр: Давіде Масса (Італія) |

| 14 вересня 2022 22:00 (20:00 BST) |

| Манчестер Сіті            | 2:1      | Боруссія (Дортмунд) |
| ------------------------- | -------- | ------------------- |
| - Стоунз 80' - Голанд 84' | Протокол | - Беллінгем 56'     |

| Сіті оф Манчестер, Манчестер Глядачів: 50 441 Арбітр: Даніеле Орсато (Італія) |

| 14 вересня 2022 22:00 (21:00 CEST) |

| Копенгаген | 0:0      | Севілья |
| ---------- | -------- | ------- |
|            | Протокол |         |

| Паркен, Копенгаген Глядачів: 34 910 Арбітр: Ірфан Пельто (Боснія і Герцеговина) |

| 5 жовтня 2022 22:00 (20:00 BST) |

| Манчестер Сіті                                                          | 5:0      | Копенгаген |
| ----------------------------------------------------------------------- | -------- | ---------- |
| - Голанд 7', 32' - Хочолава 39' (аг) - Махрез 55' (пен.) - Альварес 76' | Протокол |            |

| Сіті оф Манчестер, Манчестер Глядачів: 51 765 Арбітр: Донатас Румшас (Литва) |

| 5 жовтня 2022 22:00 (21:00 CEST) |

| Севілья         | 1:4      | Боруссія (Дортмунд)                                     |
| --------------- | -------- | ------------------------------------------------------- |
| - Ен-Несірі 51' | Протокол | - Геррейру 6' - Беллінгем 41' - Адеємі 43' - Брандт 75' |

| Рамон Санчес Пісхуан, Севілья Глядачів: 34 598 Арбітр: Мауріціо Маріані (Італія) |

| 11 жовтня 2022 19:45 (18:45 CEST) |

| Копенгаген | 0:0      | Манчестер Сіті |
| ---------- | -------- | -------------- |
|            | Протокол |                |

| Паркен, Копенгаген Глядачів: 35 447 Арбітр: Артур Діаш (Португалія) |

| 11 жовтня 2022 22:00 (21:00 CEST) |

| Боруссія (Дортмунд) | 1:1      | Севілья      |
| ------------------- | -------- | ------------ |
| - Беллінгем 35'     | Протокол | - Ньянзу 18' |

| Зігналь Ідуна Парк, Дортмунд Глядачів: 81 000 Арбітр: Срджан Йованович (Сербія) |

| 25 жовтня 2022 19:45 (18:45 CEST) |

| Севілья                                     | 3:0      | Копенгаген |
| ------------------------------------------- | -------- | ---------- |
| - Ен-Несірі 61' - Іско 88' - Монтьєль 90+2' | Протокол |            |

| Рамон Санчес Пісхуан, Севілья Глядачів: 29 884 Арбітр: Бенуа Бастьєн (Франція) |

| 25 жовтня 2022 22:00 (21:00 CEST) |

| Боруссія (Дортмунд) | 0:0      | Манчестер Сіті |
| ------------------- | -------- | -------------- |
|                     | Протокол |                |

| Зігналь Ідуна Парк, Дортмунд Глядачів: 81 000 Арбітр: Давіде Масса (Італія) |

| 2 листопада 2022 22:00 (20:00 GMT) |

| Манчестер Сіті                          | 3:1      | Севілья        |
| --------------------------------------- | -------- | -------------- |
| - Льюїс 52' - Альварес 73' - Махрез 83' | Протокол | - Рафа Мір 31' |

| Сіті оф Манчестер, Манчестер Глядачів: 51 610 Арбітр: Орел Грінфельд (Ізраїль) |

| 2 листопада 2022 22:00 (21:00 CET) |

| Копенгаген        | 1:1      | Боруссія (Дортмунд) |
| ----------------- | -------- | ------------------- |
| - Гаральдссон 41' | Протокол | - Т. Азар 23'       |

| Паркен, Копенгаген Глядачів: 31 900 Арбітр: Аліяр Агаєв (Азербайджан) |

### Група H
| Поз | Команда         | І | В | Н | П | ГЗ | ГП | РГ  | О  | Кваліфікація          |  | БЕН | ПСЖ | ЮВЕ | МХА |
| --- | --------------- | - | - | - | - | -- | -- | --- | -- | --------------------- |  | --- | --- | --- | --- |
| 1   | Бенфіка         | 6 | 4 | 2 | 0 | 16 | 7  | +9  | 14 | Вихід в 1/8 фіналу    |  | —   | 1:1 | 4:3 | 2:0 |
| 2   | Парі Сен-Жермен | 6 | 4 | 2 | 0 | 16 | 7  | +9  | 14 | Вихід в 1/8 фіналу    |  | 1:1 | —   | 2:1 | 7:2 |
| 3   | Ювентус         | 6 | 1 | 0 | 5 | 9  | 13 | −4  | 3  | Перехід в Лігу Європи |  | 1:2 | 1:2 | —   | 3:1 |
| 4   | Маккабі (Хайфа) | 6 | 1 | 0 | 5 | 7  | 21 | −14 | 3  |                       |  | 1:6 | 1:3 | 2:0 | —   |

1. 1 2  Голи на виїзді в усіх матчах: Бенфіка 9, ПСЖ 6

| 6 вересня 2022 22:00 (21:00 CEST) |

| Парі Сен-Жермен  | 2:1      | Ювентус        |
| ---------------- | -------- | -------------- |
| - Мбаппе 5', 22' | Протокол | - Маккенні 53' |

| Парк де Пренс, Париж Глядачів: 47 415 Арбітр: Ентоні Тейлор (Англія) |

| 6 вересня 2022 22:00 (20:00 WEST) |

| Бенфіка                          | 2:0      | Маккабі (Хайфа) |
| -------------------------------- | -------- | --------------- |
| - Рафа Сілва 50' - Грімальдо 54' | Протокол |                 |

| Да Луж, Лісабон Глядачів: 55 130 Арбітр: Андреас Екберг (Швеція) |

| 14 вересня 2022 22:00 (21:00 CEST) |

| Ювентус    | 1:2      | Бенфіка                             |
| ---------- | -------- | ----------------------------------- |
| - Мілік 4' | Протокол | - Жуан Маріу 43' (пен.) - Нерес 55' |

| Ювентус Стедіум, Турин Глядачів: 34 015 Арбітр: Фелікс Цваєр (Німеччина) |

| 14 вересня 2022 22:00 |

| Маккабі (Хайфа) | 1:3      | Парі Сен-Жермен                       |
| --------------- | -------- | ------------------------------------- |
| - Чері 24'      | Протокол | - Мессі 37' - Мбаппе 69' - Неймар 88' |

| Саммі Офер, Хайфа Глядачів: 30 421 Арбітр: Даніель Зіберт (Німеччина) |

| 5 жовтня 2022 22:00 (21:00 CEST) |

| Ювентус                         | 3:1      | Маккабі (Хайфа) |
| ------------------------------- | -------- | --------------- |
| - Рабйо 35', 83' - Влахович 50' | Протокол | - Давід 75'     |

| Ювентус Стедіум, Турин Глядачів: 28 498 Арбітр: Сандро Шерер (Швейцарія) |

| 5 жовтня 2022 22:00 (20:00 WEST) |

| Бенфіка                   | 1:1      | Парі Сен-Жермен |
| ------------------------- | -------- | --------------- |
| - Данілу Перейра 41' (аг) | Протокол | - Мессі 22'     |

| Да Луж, Лісабон Глядачів: 62 295 Арбітр: Хесус Хіль Мансано (Іспанія) |

| 11 жовтня 2022 19:45 |

| Маккабі (Хайфа) | 2:0      | Ювентус |
| --------------- | -------- | ------- |
| - Ацілі 7', 42' | Протокол |         |

| Саммі Офер, Хайфа Глядачів: 30 074 Арбітр: Антоніо Матео Лаос (Іспанія) |

| 11 жовтня 2022 22:00 (21:00 CEST) |

| Парі Сен-Жермен     | 1:1      | Бенфіка                 |
| ------------------- | -------- | ----------------------- |
| - Мбаппе 40' (пен.) | Протокол | - Жуан Маріу 62' (пен.) |

| Парк де Пренс, Париж Глядачів: 46 435 Арбітр: Майкл Олівер (Англія) |

| 25 жовтня 2022 22:00 (21:00 CEST) |

| Парі Сен-Жермен                                                                 | 7:2      | Маккабі (Хайфа) |
| ------------------------------------------------------------------------------- | -------- | --------------- |
| - Мессі 19', 45' - Мбаппе 32', 64' - Неймар 35' - Голдберг 67' (аг) - Солер 84' | Протокол | - Сек 38', 50'  |

| Парк де Пренс, Париж Глядачів: 46 435 Арбітр: Фелікс Цваєр (Німеччина) |

| 25 жовтня 2022 22:00 (20:00 WEST) |

| Бенфіка                                                           | 4:3      | Ювентус                              |
| ----------------------------------------------------------------- | -------- | ------------------------------------ |
| - Антоніу Сілва 17' - Жуан Маріу 28' (пен.) - Рафа Сілва 35', 50' | Протокол | - Кен 21' - Мілік 77' - Маккенні 79' |

| Да Луж, Лісабон Глядачів: 60 131 Арбітр: Срджан Йованович (Сербія) |

| 2 листопада 2022 22:00 (21:00 CET) |

| Ювентус       | 1:2      | Парі Сен-Жермен                |
| ------------- | -------- | ------------------------------ |
| - Бонуччі 39' | Протокол | - Мбаппе 13' - Нуну Мендеш 69' |

| Ювентус Стедіум, Турин Глядачів: 41 089 Арбітр: Карлос дель Серро Гранде (Іспанія) |

| 2 листопада 2022 22:00 |

| Маккабі (Хайфа)   | 1:6      | Бенфіка                                                                                         |
| ----------------- | -------- | ----------------------------------------------------------------------------------------------- |
| - Чері 26' (пен.) | Протокол | - Гонсалу Рамуш 20' - Муса 59' - Грімальдо 69' - Рафа Сілва 73' - Араужу 88' - Жуан Маріу 90+2' |

| Саммі Офер, Хайфа Глядачів: 30 464 Арбітр: Ентоні Тейлор (Англія) |

## Позначки
1. ↑  EEST (UTC+3) для матчів до 30 жовтня 2022 (1–5 тур), та EET (UTC+2) для подальших дат (6 тур).
2. ↑  Матч Рейнджерс проти Наполі мав відбутися 13 вересня о 22:00, але був перенесений на 14 вересня 22:00 через обмежені ресурси поліції та організаційні труднощі у зв'язку з трауром по королеві Єлизаветі II.[10]
3. 1 2 3  Через російське вторгнення, українські клуби грають домашні матчі на нейтральному полі. Тому домашні матчі Шахтаря пройдуть на стадіоні Війська Польського у Варшаві (Польща) замість їх домашнього стадіону ‒ Донбас Арена у Донецьку.